# Villafranca (Agrigent)

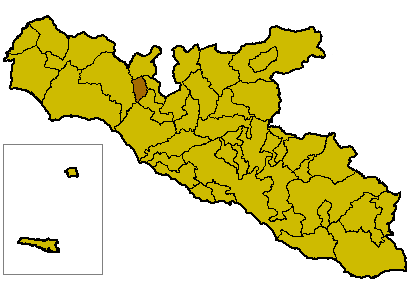
Localització de Villafranca.

Villafranca (italià: Villafranca Sicula) és un municipi italià, dins de la província d'Agrigent. L'any 2018 tenia 1364 habitants. Limita amb els municipis de Burgio, Calamonaci, Caltabellotta i Lucca Sicula. És un municipi principalment agrícola, dins de la zona de producció de les «Taronges de Ribera», una denominació d'origen protegida. Altres productes típiques són olives, pressecs, formatge i carn bovina i ovina.
El poble va ser fundat el 24 de setembre de 1499 pel príncep Antonio Alliata, una nissaga noble originària de Pisa.

## Llocs d'interés
- Castell dels prínceps alliata del segle xvi
- L'ajuntament a l'edifici de l'antic cenobi dels germans del Tercer Orde Regular de Sant Francesc
- Església de la Mare de Déu de la Cadena (1540)
- Esglésies de Sant Josep del segle xvii, de Sant Joan Baptista del segle xvi i del Carme